# 윤길병
윤길병(尹吉炳, 1853년 ~ ?)은 조선 말기의 개화파 인물로 일진회 부회장을 지냈다. 일진회 초대 회장인 윤시병과 형제 사이이다.

## 생애
1894년 동학에 동생인 윤시병과 함께 입문했다. 윤시병이 1898년 만민공동회의 회장으로 선출될 때 함께 참여하였고, 1899년 독립협회에도 함께 가담하는 등 형제가 모두 개화파로 활동했다.
1904년 윤시병이 송병준과 공동으로 일진회를 조직했을 때는 평의원으로 참가했다가 후에 부회장이 되었다. 윤길병은 일진회를 처음 조직할 때 취지문을 쓰는 등 적극적으로 활동했다.
1907년 송병준이 입각하면서 일진회 회원들은 이토 히로부미의 통감부에 의해 중용되었고, 윤길병은 충청북도 관찰사와 대한제국 중추원 찬의직을 맡았다. 이때 관직 배분에서 소외된 윤시병은 송병준과는 대립하는 관계가 되었다.

## 사후
- 2002년 민족정기를 세우는 국회의원모임이 광복회와 공동 발표한 친일파 708인 명단에 포함되었다.

## 참고자료
- 반민족문제연구소 (1993년 2월 1일). 〈윤시병 : 만민공동 회장에서 일진회의 회장으로 변신 (김경택)〉. 《친일파 99인 1》. 서울: 돌베개. ISBN 978-89-7199-011-7.